# Westover (Pensilvania)
Westover es un borough ubicado en el condado de Clearfield en el estado estadounidense de Pensilvania. En el año 2000 tenía una población de 458 habitantes y una densidad poblacional de 64 personas por km².

## Geografía
Westover se encuentra ubicado en las coordenadas 40°45′4″N 78°40′20″O / 40.75111, -78.67222.

## Demografía
Según la Oficina del Censo en 2000 los ingresos medios por hogar en la localidad eran de $21,691 y los ingresos medios por familia eran $26,786. Los hombres tenían unos ingresos medios de $27,917 frente a los $17,750 para las mujeres. La renta per cápita para la localidad era de $10,866. Alrededor del 20.5% de la población estaba por debajo del umbral de pobreza.